# Église Saint-Pierre de Perrusson
Pour les articles homonymes, voir Église Saint-Pierre.
L'église Saint-Pierre de Perrusson est une église catholique située à Perrusson, dans le département français d'Indre-et-Loire en région Centre-Val de Loire.

## Histoire
Les parties les plus anciennes de cette église datent du Xe siècle, lorsqu'une nef unique fut édifiée, bientôt partagée en trois parties, et surmontée d'un clocher. Le chœur et le chevet datent du XIe siècle.
L'église est inscrite au titre des monuments historiques par arrêté du 12 juin 1926.